# Apšeronski rajon (Azerbajdžan)
Apšeronski rajon (azerski: Abşeron rayonu) je jedan od 66 azerbajdžanskih rajona. Apšeronski rajon se nalazi na istoku Azerbajdžana, na poluotoku Apšeronu te na zapadnoj obali Kaspijskog jezera. Središte rajona je Hirdalan. Površina Apšeronskog rajona iznosi 1.546 km². Apšeronski rajon je prema popisu stanovništva iz 2009. imao 189.424 stanovnika, od čega su 95.559 muškarci, a 93.865 žene.
Apšeronski rajon se sastoji od 15 općina.